# 1960년 동계 올림픽 칠레 선수단
1960년 동계 올림픽 칠레 선수단은 미국 스쿼밸리에서 개최된 1960년 동계 올림픽에 참가한 올림픽 칠레 선수단이다. 총 다섯 명의 선수가 알파인스키 종목에 출전하였으나 메달권 진입에는 실패하였다.

## 알파인 스키
남자
| 선수                | 종목   | 1차    | 1차    | 2차    | 2차  | 종합   | 종합 |
| 선수                | 종목   | 시간   | 순위   | 시간   | 순위 | 시간   | 순위 |
| ------------------- | ------ | ------ | ------ | ------ | ---- | ------ | ---- |
| 빅토르 타글레       | 활강   |        |        |        |      | 2:26.9 | 39   |
| 에르난 보에르       | 활강   |        |        |        |      | 2:26.7 | 38   |
| 비센테 베라         | 활강   |        |        |        |      | 2:24.5 | 32   |
| 프란시스코 코르테스 | 활강   |        |        |        |      | 2:20.8 | 31   |
| 에르난 보에르       | 대회전 |        |        |        |      | 2:28.5 | 56   |
| 프란시스코 코르테스 | 대회전 |        |        |        |      | 2:14.3 | 46   |
| 비센테 베라         | 대회전 |        |        |        |      | 2:07.7 | 38   |
| 마리오 베라         | 대회전 |        |        |        |      | 2:06.8 | 36   |
| 빅토르 타글레       | 회전   | DSQ    | –      | –      | –    | DSQ    | –    |
| 프란시스코 코르테스 | 회전   | 미기록 | 미기록 | DSQ    | –    | DSQ    | –    |
| 에르난 보에르       | 회전   | 1:24.2 | 37     | 1:22.9 | 28   | 2:47.1 | 28   |
| 비센테 베라         | 회전   | 1:20.4 | 29     | DSQ    | –    | DSQ    | –    |

## 참조
- 올림픽 공식 결과 보관됨 2012-02-04 - 웨이백 머신